# 4-Thujole
| 4-Thujole      |                           |                             |
| Name           | cis-4-Thujol              | trans-4-Thujol              |
| Strukturformel | Struktur von cis-4-Thujol | Struktur von trans-4-Thujol |
| CAS-Nummer     | 117305-49-4               | 7712-82-5                   |
| CAS-Nummer     | 546-79-2                  |                             |
| PubChem        | 62367                     | 62367                       |
| Wikidata       | Q27101876                 | Q27101876                   |
| Summenformel   | C10H18O                   | C10H18O                     |
| Molare Masse   | 154,14 g·mol−1            | 154,14 g·mol−1              |

4-Thujole (auch 4-Thujanole oder Sabinenhydrat) sind eine Gruppe stereoisomerer Terpenalkohole. Von den 3-Thujolen unterscheiden sie sich durch die Position der Hydroxylgruppe.

## Vorkommen
4-Thujole kommen in verschiedenen ätherischen Ölen vor, in dem von Thymian und von Türkischem Oregano kommen beide Isomere vor. In der Thymianart Thymus satureiodes kommt trans-4-Thujol vor, in der Oregano-Unterart Origanum bastetanum etwa 30 % cis-4-Thujol. Auch in mehreren Arten der Gattung Artemisia kommen 4-Thujole vor. Sonnenblumen enthalten Ester die aus einer Kaurancarbonsäure und einem 4-Thujol als Alkoholkomponente bestehen.
4-Thujole wirken vermutlich auch als Kairomone, anhand derer Käfer den Gesundheitszustand von Bäumen einschätzen und dadurch möglichst geschwächte Bäume als Nahrungsquelle auswählen können. Fichtenrinde sondert trans-4-Thujol ab, das von Buchdruckern detektiert werden kann. Die Gemeine Thuja sondert cis-4-Thujol ab, das von Phloeosinus aubei (Familie Rüsselkäfer) detektiert wird.

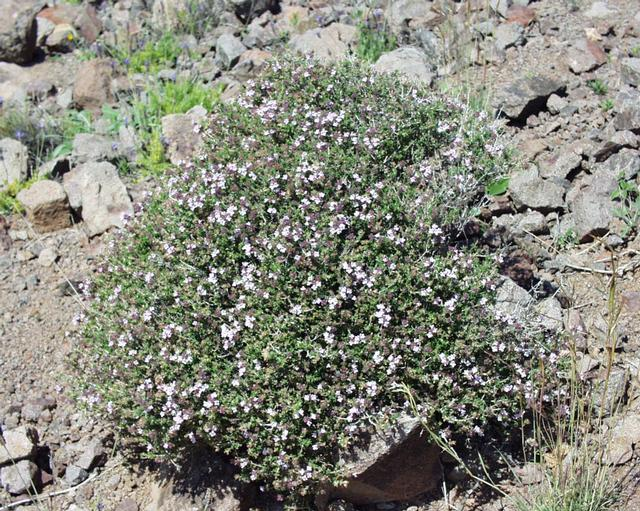
Thymian
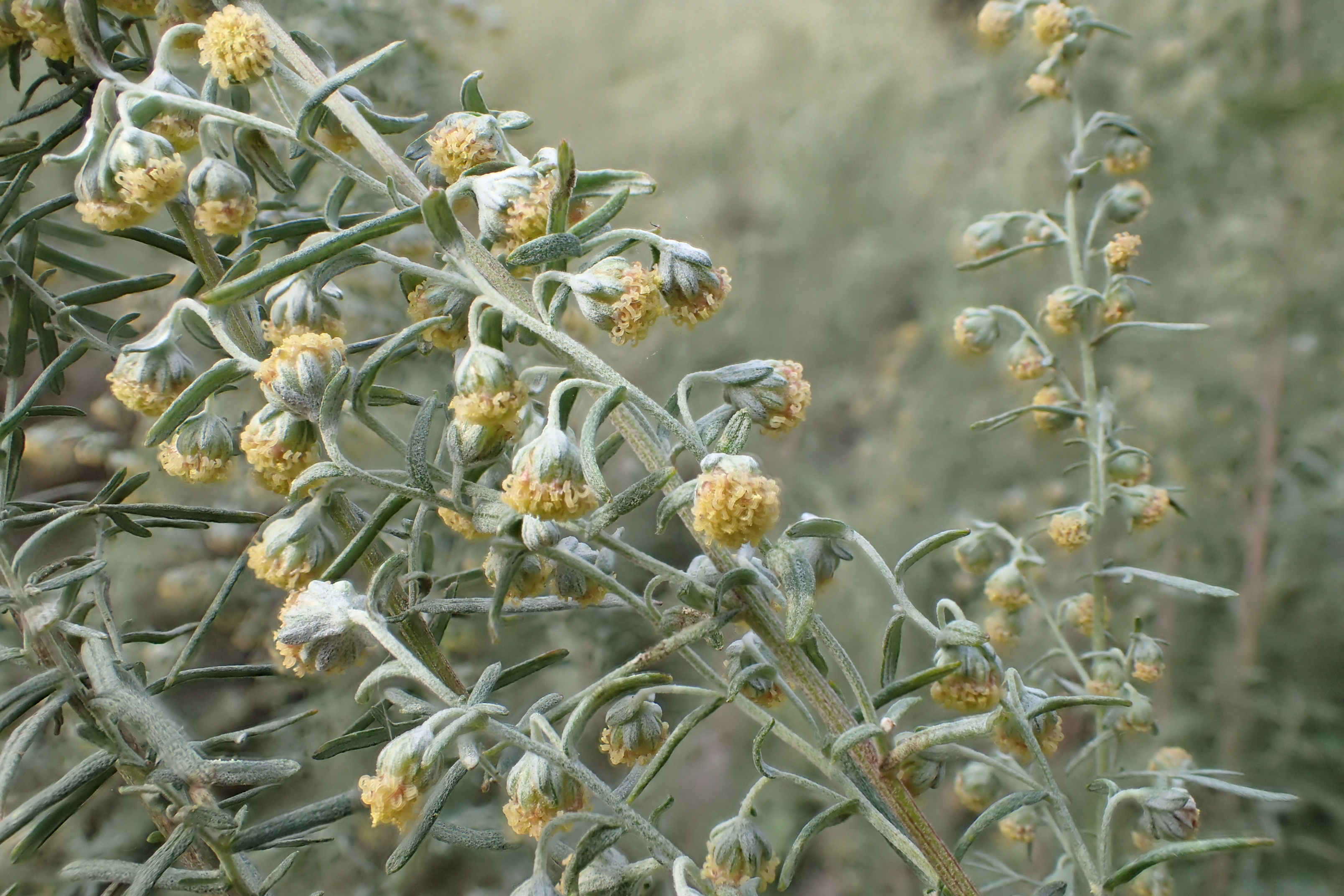
Artemisia pontica
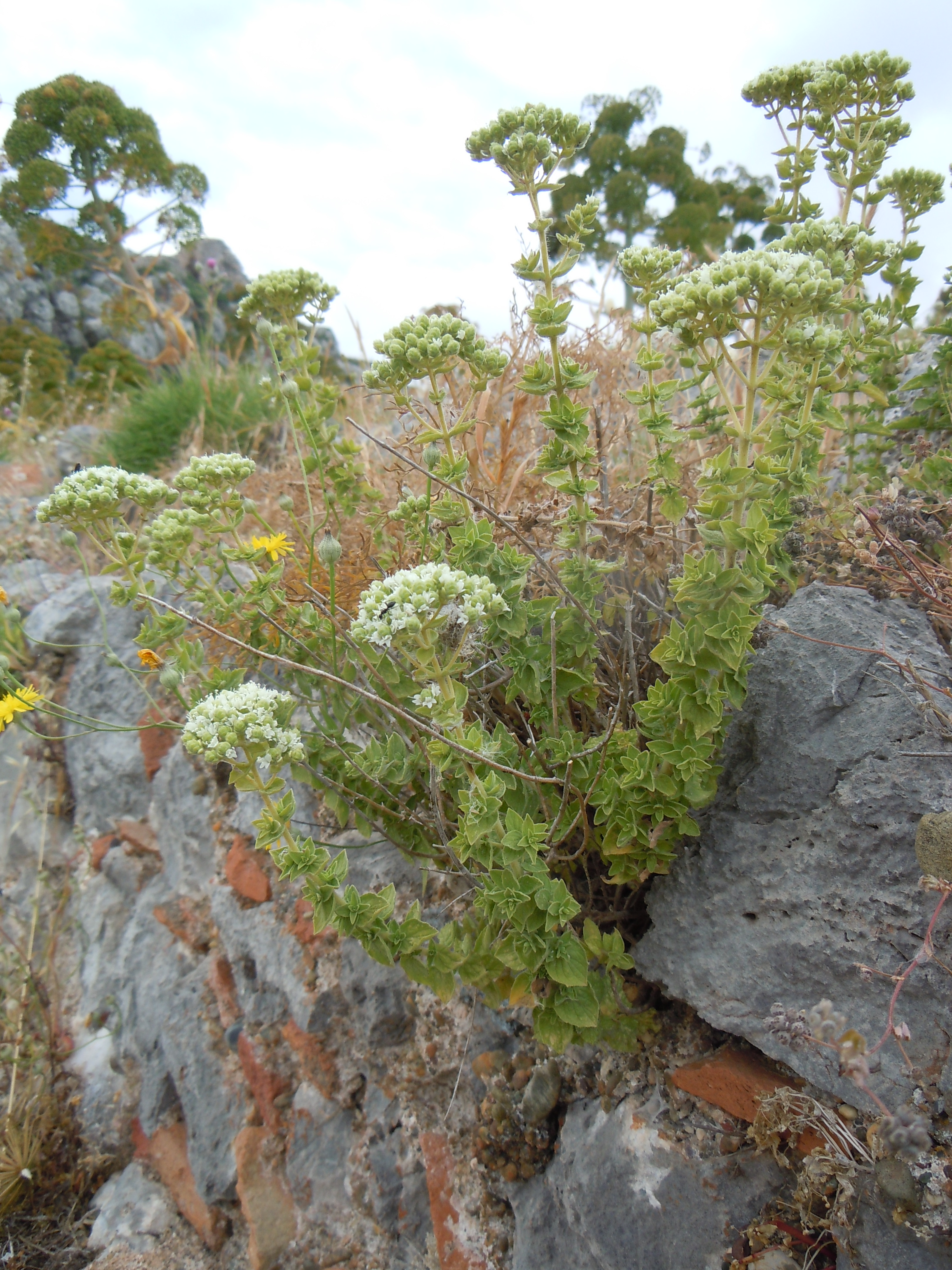
Türkischer Oregano
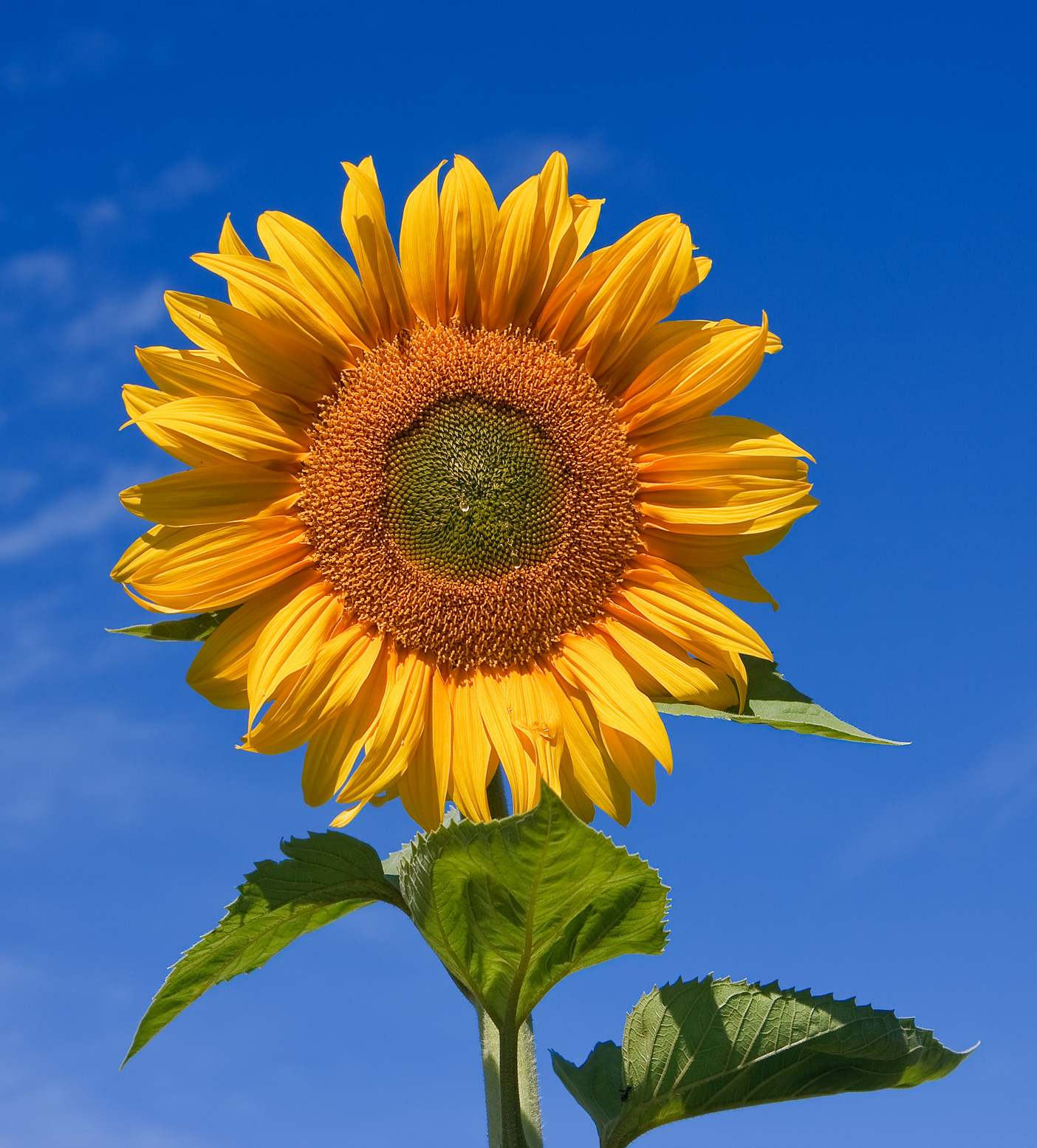
Sonnenblume

## Gewinnung
Als Ausgangspunkt für die Synthese von trans-4-Thujol kann (−)-3-Thujol verwendet werden. Dazu wird zunächst die Hydroxygruppe mesyliert und dann mit Kaliumhydroxid und [18]Krone-6 eliminiert. Dadurch entstehen zwei positionsisomere Alkene von denen eines selektiv hydroxyliert werden kann. Hierzu wird ein Syntheseschritt mit gleichzeitiger Oxidation und Reduktion angewandt. Durch Lösung mit dem Zwischenprodukt, Bengalrosa und Tetrabutylammoniumborhydrid in Chloroform wird während Bestrahlung mit einer Natriumlampe konstant Sauerstoff strömen gelassen. Der entstehende Allylalkohol kann dann zu trans-4-Thujol hydriert werden.

## Eigenschaften
4-Thujanole wirken antibakteriell gegen verschiedene Arten, insbesondere gram-negative.

## Verwendung
4-Thujanole werden als Duftstoff in Shampoos, Parfum und anderen Kosmetika, sowie in Reinigungs- und Waschmitteln verwendet. Die jährlich weltweit verwendete Menge (Stand 2008) ist mit unter 100 kg gering. Das Stereoisomerengemisch ist in der EU unter der FL-Nummer 02.085 als Aromastoff für Lebensmittel allgemein zugelassen.